# 一無、二少、三多
一無、二少、三多（いちむ、にしょう、さんた、none of one, less of two, more of three）は、池田義雄（東京慈恵会医科大学元教授）が考案した健康習慣のスローガンで登録商標。
『一無』は 無煙（禁煙）、『二少』 は 少食・少酒、『三多』 は 多動・多休・多接 を表す。

## 由来
西園寺公望は明治から昭和まで政治の中枢で活躍した政治家で、伊藤内閣で文部大臣や外務大臣、立憲政友会総裁などを務めた。西園寺がその健康法を問われると、少食、多動、多休、多接の「一少、三多」であると答えるのが常だった。池田義雄はそれを発展させた。喫煙と昔から飲酒が健康障害の大きな要因であったことをふまえ、「一無、二少、三多」を1991年に提唱した。
生活習慣病の予防には健康習慣の実践が重要である。基本的な健康習慣には他にもブレスロー(Breslow Lester)の7つの健康習慣、森本兼曩（もりもとかねひさ）の8つの健康習慣などがあるが、日本内科学会が発行する英文医学雑誌『Internal Medicine』に掲載されたTakashi Wadaらによる論文（2009年5月）は「日本におけるメタボリックシンドロームのリスク軽減には3つのモデルのうち池田義雄の『一無、二少、三多』が最も有用だった」と結論づけている。

## 啓蒙
1月23日は「一無、二少、三多の日」として日本記念日協会の認定記念日として制定。また、毎年2月は全国生活習慣病予防月間であり、一無、二少、三多の6つの健康習慣の中から1つを年次テーマとして全国的に様々なイベントが開催されている。健康増進や健康啓発のスローガンとしても大阪府医師会など全国の自治体や団体で使用されている。